# Funicolare di Montecatini Terme
La funicolare di Montecatini Terme è una funicolare inaugurata il 4 giugno 1898 che collega la città di Montecatini Terme con la frazione di Montecatini Alto con un servizio stagionale.

## Storia

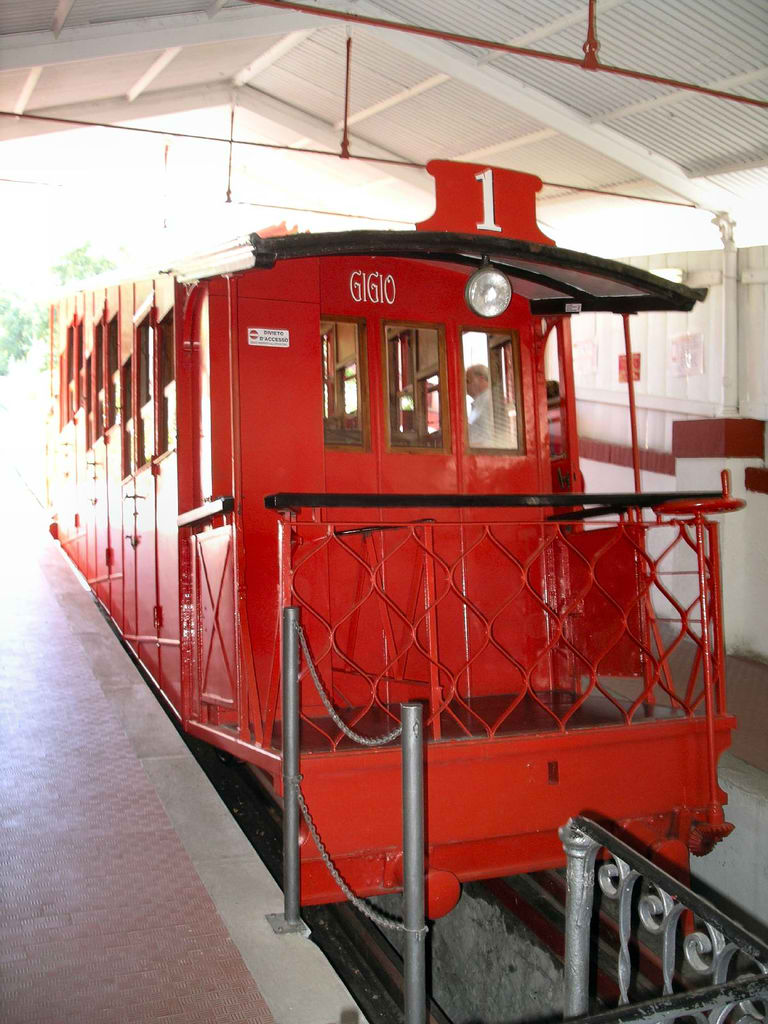
la vettura n.1

Il collegamento a fini turistici della città termale col suo centro storico fu prospettato all'inizio degli anni 1890 dall'ingegner Alessandro Ferretti che, ottenuta la concessione nel 1896, iniziò la veloce costruzione dell'opera, durata solo due anni. All'inaugurazione ufficiale presenziò anche Giuseppe Verdi.
L'infrastruttura venne danneggiata il 2 settembre 1944 nel corso della Seconda guerra mondiale, a causa dell'operazione di sabotaggio attuata da un gruppo di guastatori che fecero brillare alcune mine provocando seri danni. L'impianto fu riparato e riaperto nel 1949 grazie al contributo economico del Comune di Montecatini Terme e di un imprenditore della zona.
Durante gli anni della ripresa economica, Montecatini divenne una frequentata meta termale, con numerosi vacanzieri che la frequentavano durante la stagione estiva facendo aumentare il traffico sulla Funicolare, sempre più utilizzata dai turisti che volevano visitare la città alta.
Una nuova chiusura dell'impianto si ebbe tra 1977 e 1982 per lavori di adeguamento tecnico, al termine dei quali l'impianto venne inaugurato il giorno 8 agosto 1982. Agli originari ingranaggi con denti in legno, lasciati in opera, fu affiancato un nuovo equipaggiamento motore ed un sistema di frenatura fornito dalla Nuova Agudio di Leinì (TO). I lavori vennero finanziati all'80% dalla Regione Toscana.
L'ultima revisione ventennale dell'impianto risale al 2003.

## Caratteristiche

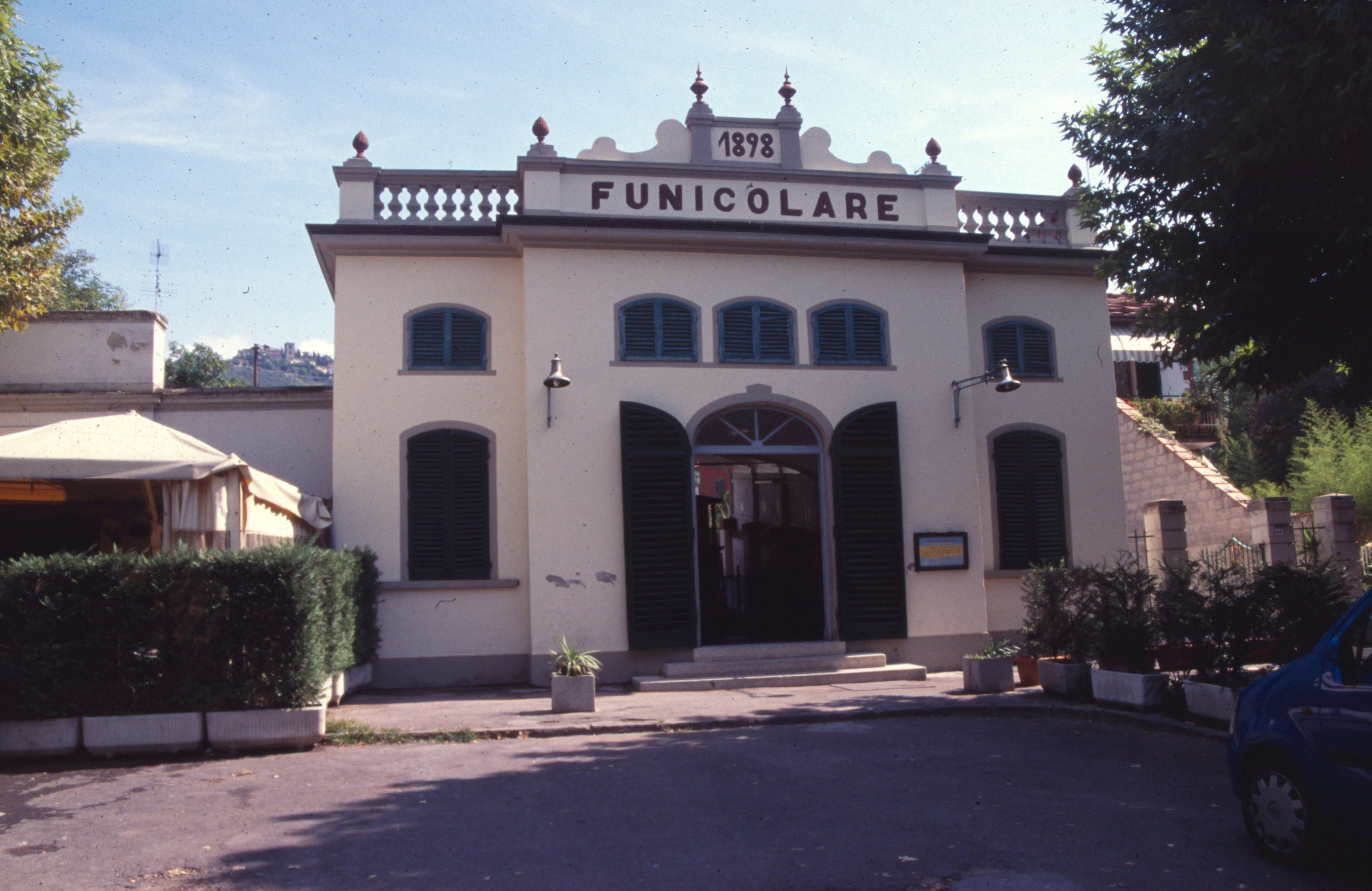
Facciata dell'edificio della stazione Terme

L'impianto originario era mosso da un motore a vapore ubicato presso la stazione a monte, sostituito nel 1921 da un argano a trazione elettrica.

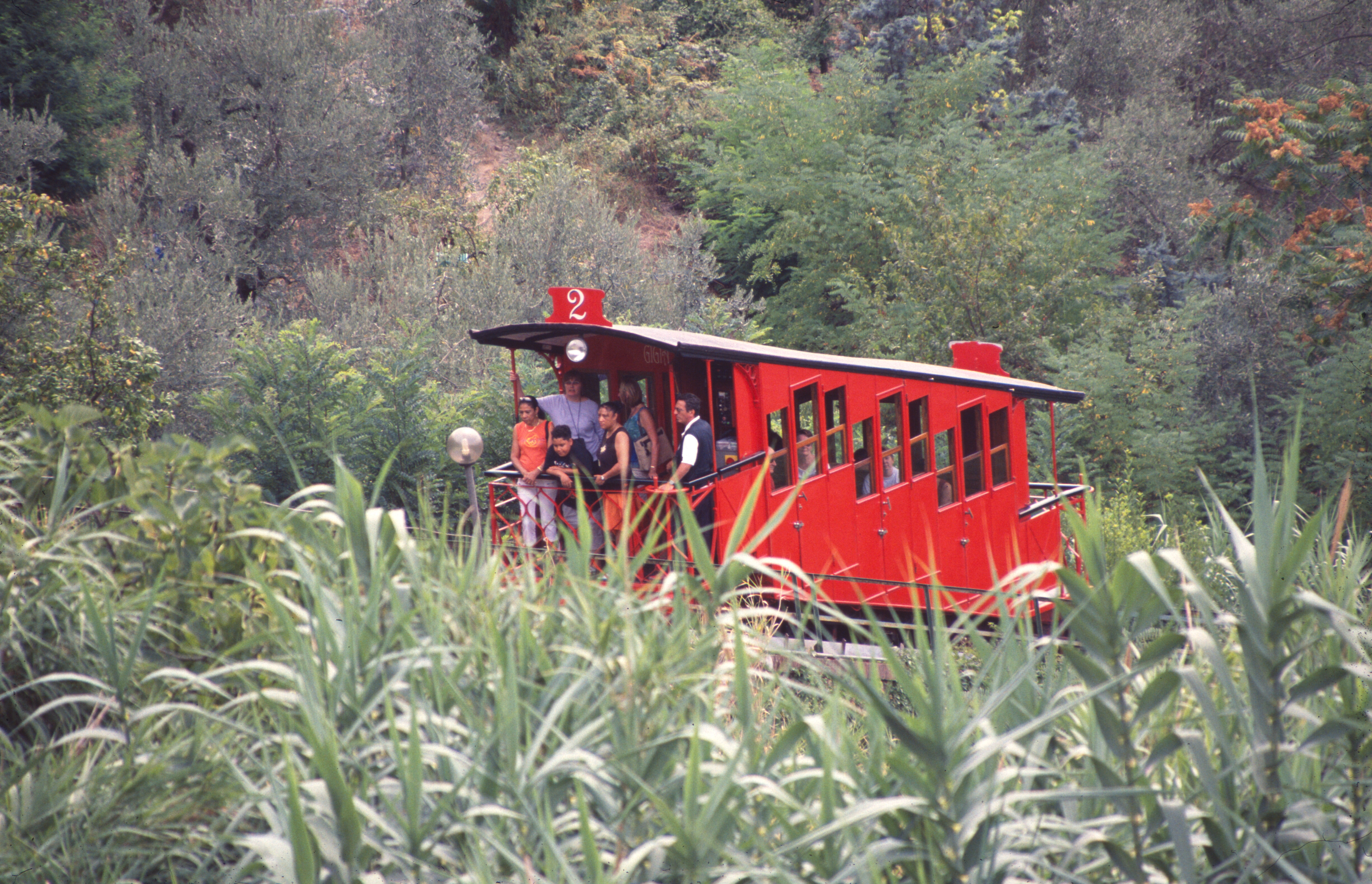
Una vettura in ascesa, immersa nel verde

L'esercizio è svolto in regime di concessione da parte del Comune di Montecatini a cura dell'impresa familiare Funicolare di Montecatini srl, che detiene la proprietà dell'impianto e fa capo agli imprenditori Simone e Barbara Cardelli; la funicolare copre un percorso di quasi 1056 metri su un dislivello di 206,47 metri in circa 8 minuti e viaggia ad una velocità massima di 2,5 m/s.
La corsa è effettuata da due vetture con capienza di 40 persone ciascuna, peso 4800 kg, su una sede a binario unico, con scambio a metà percorso. L'inclinazione del percorso varia dal 16% al 38,5%, con una media del 20,5%.
Le corse vengono effettuate ogni 30 minuti dalle 9:30 alle 24, con pausa dalle 13 alle 14:30. Usualmente il servizio è interrotto nei mesi invernali, da novembre a marzo.